# Staustufe Blénod
Die Staustufe Blénod der Mosel in Blénod-lès-Pont-à-Mousson in der Region Grand Est, Frankreich wurde 1972 erbaut und liegt bei Mosel-km 331,40.
Die Haltungslänge beträgt 12,17 km.
Das Stauziel liegt bei 183,65 m über dem Meer, die Fallhöhe beträgt 5,65 m.
Die Schiffsschleuse hat die Maße 176 mal 12 Meter.
Das nahegelegene Moselkraftwerk Liegeot hat eine Leistung von 2,7 Megawatt.